# Subötaï
Subötai (v. 1176 - 1248), parfois appelé Sobodeï est l'un des plus importants commandants de l'armée mongole sous les ordres de Gengis Khan. 
Né chez les Uriankhais, peuple turc de Sibérie (Iakoutes), appelé parfois « peuple des rennes », il n'est pas à proprement parler mongol. Il se joint à Temüjin, futur Gengis Khan, alors qu'il n'a que 14 ans. Il fut l'un des quatre chiens féroces, avec Khubilai, Djebé la Flèche et Djelmé, son frère. Bien qu'il ne soit pas mongol et n'ait pas grandi en apprenant le maniement de l'arc ou l'art de monter à cheval, il fut l'un des meilleurs généraux de l'empire.
En 1206, il est nommé Mingan-u Noyan (mongol : ᠮᠢᠩᠭᠠᠨ ᠤ ᠨᠣᠶᠠᠨ khalkha : мянганы ноён), c'est-à-dire commandant d'un Mingan (unité de mille). Démontrant rapidement son talent, Gengis Khan lui confie le contrôle complet des opérations de l'armée mongole, devenant une sorte de Field marshal. Il sera donc responsable de la stratégie des principales conquêtes du grand Khan et de ses successeurs.
Il est également crédité de la transformation du keshig, la garde rapprochée de Gengis Khan, en une sorte de collège militaire, servant à former commandants et stratèges.
D'origine modeste, ne possédant pas de sang noble, même pas Mongol de naissance, ce n'est donc qu'en raison de son apprentissage, de ses exploits militaires et de sa loyauté envers Gengis Khan qu'il finira par commander l'armée mongole et devenir le stratège principal des grands Khans.

## Enfance
Né aux environs de 1176 chez les Uriankhais, dans la taïga sibérienne, il n'a pas appris tout jeune à monter à cheval, à tirer à l'arc, ni toute autre qualité nécessaire à survivre ou guerroyer dans la steppe, comme se doit le peuple mongol. Rien ne le destinait donc à devenir un grand guerrier. En tant que plus jeune fils de Jarchighudai, il était l' ochigin de la famille. Dans la tradition des peuples de la forêt, l'ochigin est le "gardien du coeur", celui qui doit hériter des possessions de son père. Il devait donc devenir forgeron.
Nous ne savons pas exactement pour quelles raisons, mais l'Histoire secrète des Mongols suggère qu'il a été confié à Gengis Khan à 14 ans. Il rejoignait ainsi son frère Djelmé. Il aurait d'abord été garçon de tente de Gengis Khan, étant ainsi témoin des discussions des chefs de guerre, y apprenant les rudiments de la stratégie militaire.
Aucune source historique ne mentionne cependant les quelques années qui suivent son arrivée chez les Mongols.

## Exploits militaires

### Campagnes d'unification des steppes (1197-1206)

#### Guerre contre les Merkits (1197)
C'est en 1197 que Subötaï est crédité de ses premiers faits d'arme. Alors que Temujin, futur Gengis Khan, prépare une attaque contre les Merkits, il demande au groupe de commandants réunis qui revendique l'honneur d'attaquer le premier. Subötaï se serait alors porté volontaire et Temujin lui aurait confié une unité de 100 hommes. Il aurait décliné, suggérant plutôt d'y aller seul en se faisant passer pour un traitre à son camp. Convaincant, il aurait dévoilé un faux-plan d'attaque de Temujin aux Merkits. Les prenant alors par surprise, les Mongols ont remporté une bataille décisive où ils purent en prime capturer deux importants généraux.

#### Guerre contre les Kéraït (1201-1203)
En 1201, Djamuqa et Toghril (Ong Khan), roi des Kéraïts, livrent une série d'escarmouches à Temujin. C'est en 1203 que les choses deviennent plus sérieuses. Ils infligent une sévère défaite à Temujin à la bataille des sables de Qalaqaldjit. Il ne lui reste plus que 2 600 des 20 000 hommes qui avaient pris part à la bataille. Sans abris et à court de chevaux, plusieurs officiers le quittent. Cependant, Subötaï lui reste fidèle et le groupe se ressoude tranquillement près du lac Baldjouna. Pour remercier et honorer ceux qui sont restés à ses côtés dans cette épreuve, Gengis Khan crée l'ordre de Ter-Khans, conférant certains avantages à ses membres. Moins d'un an plus tard, ayant rallié ses troupes, il inflige une défaite aux Kéraïts. Certains tués, d'autres intégrés comme esclaves, ils cessent d'exister en tant que groupe ethnique distinct.

#### Guerre contre les Naïmans (1204-1205)
Maître de la Mongolie orientale et centrale, il ne reste plus que la partie occidentale qui n'est pas sous le contrôle de Temujin. L'Histoire secrète des Mongols parle plus en détail de ces affrontements contre le peuple Naïman où on en apprend sur les prouesses militaires de Subötaï. Il y commande un minquan, une unité de 1 000 hommes, dans un groupe de 4 unités sous les ordres de Djebé. 
L'armée de Temujin est alors forte de 80 000 hommes. Il fait face à un ennemi plus nombreux, mais dirigé par Baibuka Tayan Khan, un commandant militaire peu habile.

C'est à la bataille de Chakirmagud qu'est situé le fameux passage décrivant Subötaï comme un des quatre chiens féroces (ou 4 chiens de chasse) de Temujin. L'auteur fait répondre Djamuga aux questions de Tayang Khan:
"Qui sont, demande le chef des Naïmans, ceux qui nous poursuivent comme des loups ? — Ce sont les quatre chiens de chasse de Temüdjin ; ils sont nourris de chair humaine et attachés à une chaîne de fer ; leur crâne est d’airain, leurs dents sont taillées dans le roc, leurs langues sont comme des épées, leur cœur de fer. Au lieu de fouet, ils ont des sabres courbes, ils s’abreuvent de rosée et galopent dans le vent ; dans les combats, ils dévorent de la chair humaine. Les voilà maintenant déchaînés, leur bave coule, ils sont en joie. Ces quatre chiens sont Djebe, Kūbīlāy, Djeleme, Subutāy."
À la suite de cette bataille, les Naïmans sont exterminés, Tayang Khan est tué, mais Djamuqa réussit à s'échapper.

#### Subotai à la poursuite des poches de résistance Merkit (1205-1206)
En 1205, Temujin termine l'unification de la Mongolie. Il confie à Subötaï la tâche de s'emparer de Toghtoga Beki, fils du dernier roi Merkit et ses derniers compagnons fidèles. Il s'agit de sa première mission en tant que commandant indépendant responsable d'une opération militaire.
L'histoire Secrète des Mongols parle en détail de la préparation de cette campagne de façon un peu étrange. Est-ce parce que Temujin n'a pas encore pleinement confiance en Subötaï? Le poète/chroniqueur mentionne les nombreuses instructions précises, et parfois très basiques, que le Khan donne à son jeune commandant, l'exhortant même à ne pas fatiguer ses montures et bien utiliser ses réserves de nourriture. Malgré tout, la mission est un succès. En 1206, sur les rives de la rivière Thäm (ou Djäm), Subötaï livra la bataille finale, exterminant les derniers Merkits.
Il est à noter que des chroniqueurs chinois et perse placent ces événements en 1217 et non 1206 (p.272-273).

### Le Qurultay de 1206
Après sa victoire sur Togril, Temujin réunit son peuple dans un immense Qurultay. Il est officiellement nommé Khan de tous les Mongols et prend le titre de Gengis Khan. Il en profite pour réformer l'armée et nommer de nouveaux officiers. C'est à ce moment que Subötaï reçoit le rang de Mingan-u Noyan, responsable direct d'une unité de 1000 hommes. De plus, Gengis Khan crée un nouveau titre, l'orlok (littéralement: aigle). Lui et Djebé en seront les premiers titulaires. Ils seront alors responsables de la stratégie militaire de toutes les opérations militaires des campagnes qui suivront et ils peuvent diriger "autant d'homme qu'ils peuvent réunir".

### L'invasion du royaume Xi Xia et de la Dynastie Jin (1211-1215)

#### Invasion initiale

Carte de la Chine avant le début des invasions mongoles. Les territoires des Jins sont en jaune, ceux des Xia Occidentaux en marron et ceux de la dynastie Song en rose

On en sait peu de l'implication de Subötaï dans l'invasion mongole de la dynastie des Xia occidentaux, qui servira de tête de pont à l’invasion mongole de la dynastie Jin. Les détails concernant Subötaï sont un peu plus riches lors de cette seconde campagne.
Alors que la force d'invasion est forte de 100 000 à 120 000 hommes, Subötaï est aux commandes directes d'une tümen (unité de 10 000 hommes) et est responsable de la garde avancée d'environ 30 000 hommes. Cette garde avancée fonce sur la muraille de Chine pour faire diversion. Les généraux chinois tombent dans le piège et envoient d'importants détachements pour l'affronter. La ruse fonctionne et l'attention donnée aux forces de Subötaï permet à l'armée principale commandée, par Gengis Khan, de contourner le mur sans encombre ni escarmouche, quelque 200 kilomètres plus à l'ouest, à un endroit gardé par les Öngüts. Ces derniers, ethniquement plus proches des Mongols que des Chinois, ont préféré se ranger du côté mongol dans ce conflit. L'armée Jin tourne alors son attention vers cette nouvelle force marchant en territoire chinois. 
Maintenant que sa feinte a fonctionné et que les Chinois se sont détournés de lui, Subötaï et sa garde avancée en profitent pour galoper plein ouest et traverser la muraille au même endroit que Gengis Khan l'avait fait. Il traverse lui aussi sans encombre et rejoint le reste de l’armée qui vient d'engager le combat. Il surprend l'ennemi en le prenant de flanc et par l'arrière. L'imposante armée Jin est annihilée à la bataille de la rivière Shansi. 
Les Mongols pillent le pays pendant plusieurs mois, sans réussir à capturer la capitale, protégée par d’imposantes murailles. Les deux camps signent un traité de paix, les Mongols se retirent au sud du désert de Gobi, la saison n'étant pas propice à sa traversée.

#### Conquête involontaire de la Corée
Quelques mois seulement après avoir conclu la paix, l'empereur Jin Xuanzong déplace sa capitale. Pékin étant maintenant trop proche de la frontière mongole, il préfère installer ses quartiers plus loin dans ses terres, à Kaifeng. Gengis Khan y voit un signe qu'il n'a pas l'intention de respecter les conditions de l'entente. Les faits lui donnent raison lorsqu'une armée est levée et se dirige vers les Khitans, dont l'indépendance était garantie selon les termes du traité de paix. Ceux-ci appellent les Mongols à l'aide et les hostilités reprennent.
Gengis Khan envoie Subötaï en Mandchourie, territoire ancestral des Jürchens, l'ethnie ayant fondé la dynastie Jin. À la tête d'une force non spécifiée par les chroniqueurs du temps, Subötaï ne tarde pas à remplir sa mission. Les raisons expliquant ce qui se passe ensuite ne sont pas non plus spécifiées par les chroniqueurs contemporains. Voulait-il poursuivre des unités en déroute? Toujours est-il que Subötaï traverse la rivière Yalu et entre dans le royaume de Goryeo, (territoire des actuelles Corées). Puissante, l'armée coréenne préfère malgré tout se terrer dans ses forteresses. Subötaï avance jusqu'à la capitale en ne faisant face qu'à une opposition limitée. Le Goryeo préfère se soumettre ; habitué à être entouré de puissants voisins et à payer tribut, le roi reconnaît probablement dans cet épisode que les Mongols sont la nouvelle puissance régionale. L'emprise mongole sera cependant à consolider par de nouveaux conflits dans le futur.

### Guerre contre le Kara Khitai et destruction des Merkits
En 1217, Gengis Khan cède pour ainsi dire le contrôle de l'armée à Subötaï. Le grand Khan décidera qui combattre, Subötaï décidera comment exécuter les opérations.
Gengis Khan lui donne la mission de mettre sur pied un plan d'invasion du Kara Khitaï. Kütchlüg, fils de son ennemi Tayang Kang tué lorsque Temunjin s'était emparée de son royaume, s'y est réfugié et en a pris le contrôle. 
Djebé prendra deux tümet pour attaquer directement le Kara Khitai et capturer Kütchlüg alors que Subötaï, lui aussi aux commandes de deux tümet, le précédera plus au sud avec trois objectifs en tête. Premièrement, il annihilera les dernières poches de résistance merkit qui se trouvaient dans ces environs, il protégera le flanc de Djebé, et en même temps découragera toute tentative potentielle d'Ala ad-Din Muhammad, Chah de l'Empire khorezmien, de profiter du moment en attaquant la frontière sud du Kara Khitaï.
Le Chah envoie effectivement un détachement qui attaque les forces de Subötaï. Les détails de l'escarmouche sont peu connus, mais les chroniqueurs musulmans de l'époque rapportent que le Chah Muhammad fut très impressionné par la bravoure et la manœuvrabilité des forces mongoles, ce qui aura probablement une influence sur la stratégie qu'il adoptera lors de l'invasion de son empire par les Mongols.

### L'invasion de l'empire Khwarezmien (1218-1221)

#### Contexte et préparation

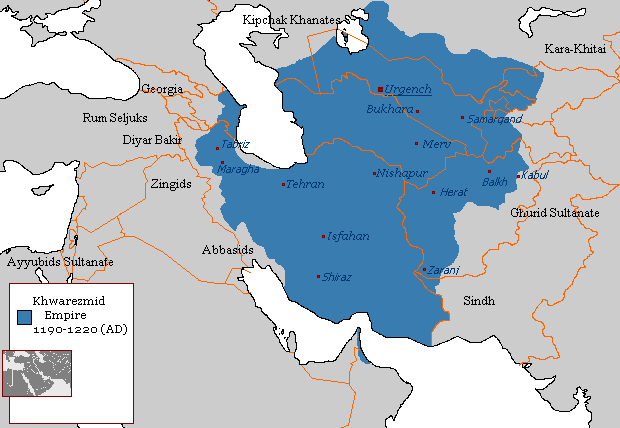
L'empire khorezmien juste avant l'invasion mongole

Après le massacre de presque tous les membres d'une caravane d'émissaires et marchands mongols par le Chah Ala ad-Din Muhammad, Gengis Khan déclare la guerre à l'empire khorezmien. Le Chah possède une armée nombreuse de 400 000 à 500 000 hommes, mais d'une loyauté déficiente. 
Une armée deux à trois fois plus imposante que la sienne, un empire soutenu par de nombreuses villes fortifiées et une guerre menée au milieu des lignes de communication ennemies. Le défi pour Subötaï et les Mongols était immense.
En 1218, tous les hommes âgés de 17 à 60 ans sont mobilisés et tous les vassaux ont reçu la demande d'envoyer des troupes. Tous l'ont fait, sauf les Xia qui auront plus tard à subir la colère de Gengis Khan, répondant à cet affront.
Les historiens estiment la force mongole à 150 000 troupes et 400 000 chevaux.
Le Chah ayant vu les Mongols opérer lors des escarmouches entre les deux armées pendant l'invasion du Kara Khitai, Ala ad-Din Muhammad doute qu'une attaque frontale soit à son avantage. Ne sachant pas que les Mongols ont appris à maîtriser l'art de la guerre de siège durant la conquête des Jins, il préfère conserver ses troupes dans les différentes forteresses.

#### L'approche par quatre axes
En théorie, la seule approche possible vers l'empire khorezmien passe par le Col d'Alataw, à la frontière moderne entre la Chine et le Kazakhstan. Aucun effet de surprise possible, perte de mobilités, la situation n'est pas idéale pour Subötaï. Lors de l'invasion du Khara Khitaï, Djebé avait repéré un endroit qui pourrait devenir un point de passage secondaire. Subötaï l'envoie en reconnaissance à la tête d'une tümen (10 000 hommes) pour le vérifier. Constamment en communication grâce à des messagers à cheval, Subötaï décide de prendre un pari risqué lorsque le col est repéré. Il envoie Djötchi et 20 000 hommes supplémentaires rejoindre Djebé avec l'ordre de se frayer un chemin, en plein hiver, entre le massif du Pamir et le Tian Shan. Après trois mois, une armée affaiblie arrive finalement dans la vallée de Ferghana. 
À l'arrivée inattendue de cette force, le Chah envoie 50 000 hommes qu'il commande lui-même, pensant qu'il s'agissait de la force d'invasion principale. Après un affrontement initial, Djötchi et Djebé se retirent et divisent leur force, attirant toujours plus l'attention du Chah vers le sud.
Pendant ce temps, l'armée principale avançait vers le Syr-Daria, la rivière à la frontière nord de l'empire et l'encerclement total de la capitale Samarcand pouvait s'effectuer. Les armées de Djaghataï et Ögedeï par le nord, Djötchi par l'est, Djebé au sud, alors que Genghis Khan et Subötaï contournent la mer d'Aral pour arriver par l'ouest. Le plan de Subötaï est effectué à la perfection, la surprise est totale.
Le Chah Ala ad-Din Muhammad envoie les troupes qui lui restent se fortifier à Samarcand et se sauve ensuite vers le sud-ouest pour lever de nouvelles troupes.

#### À la poursuite du Chah
Accompagné de sa garde personnelle, le Chah fuit vers Balkh, puis Herat, pour enfin se diriger vers la mer Caspienne. À Merv, Nishapur, Rai (actuel Téhéran) et Hamadan, il s'arrête brièvement pour demander aux soldats de se fortifier et aux paysans de brûler leur champ pour nuire à l'avance mongole, privant leurs chevaux de nourriture. Le Khan ayant promis l'amnistie aux cités qui se rendraient sans combattre, Balkh, Merv et Nishapur ouvrent leurs portes et permettent à Subötaï et Djebé de faire le plein de vivres. 
En contournant les principales places fortes, l'avance est très rapide : parfois près de 130 kilomètres par jour. 
À Nishapur, Subötaï capture la mère du Chah et le trésor royal de l'empire. Près de Rai, un détachement de 30 000 hommes est exterminé. Dans la ville même, deux factions se font face : certains veulent combattre, d'autres ouvrir les portes de la ville devant ce puissant ennemi. Une bataille rangée entre les protagonistes fait rage, remportée par ceux préférant se soumettre. Ils ouvrent les portes de la ville, mais ils seront rapidement massacrés par les Mongols.
Subötaï, Djebé et leur troupe rattrapent le Chah près de Hamadam et blessent son cheval d'une flèche. Il réussit cependant à s'échapper et atteindre les rives de la mer Caspienne. Subötaï arrive trop tard et ne peut que voir les voiles du bateau du Chah déchu au loin. Ce dernier meurt de pleurésie sur une île le 10 janvier 1221 dans un dénuement absolu.

### Raid en Russie

#### Contexte
Après cette poursuite infructueuse, Gengis Khan demande à Subötaï de venir le rejoindre à Samarkand pour faire le point. Selon lui, l'emprise sur l'empire n'est pas aussi sûre qu'il ne semble. La terreur que les Mongols font régner semble unir le reste du territoire non conquis, et le fils du Chah, Jalal ad-Din est maintenant au pouvoir et est tout à l'opposé de son père : courageux, compétent, et plein de ressources. Une importante et rapide victoire contre lui est impérative pour qu'il ne rétablisse pas la situation. Gengis Khan prend bonne note du rapport de la situation. Il accepte aussi la demande de Subötaï: ne pas participer à cette bataille pour, plutôt, réaliser une importante mission de reconnaissance.
Lors de la poursuite du Chah, Subötaï et Djebé ont pris note des territoires au nord de la mer Caspienne. Là, des terres et empires inconnus qui pourraient devenir des dangers pour les Mongols, ou peut-être des nouveaux lieux de conquêtes. Avec deux ou trois tümet, les deux généraux lancent en février 1221 le plus incroyable raid de cavalerie de l'histoire.

#### Batailles de Géorgie
Sur les rives du fleuve Koura, à Tiflis (aujourd'hui Tbilissi), la réputation de Subötaï et Djebé les précède. Voulant probablement passer rapidement le Caucase, le Roi de Géorgie leur barre la route. Georges IV envoie 70 000 chevaliers à la rencontre des Mongols, qui ne sont pas plus de 30 000. En infériorité numérique, Subötaï préfère utiliser la classique fausse retraite. Les chevaliers géorgiens brisent les rangs se jettent dans l'embuscade mongole et se font massacrer.
Malgré la victoire, Subötaï doit faire retraite vers le sud pour regrouper ses forces, à l'opposé de la direction qu'il espère prendre. Le reste de l'armée géorgienne se trouve toujours entre lui et le Caucase qui lui ouvrira les portes des steppes russes. Il profite des mois suivants pour piller les environs, principalement les villes d'Hamadan et Maragha, avant de retenter la traversée à l'automne 1221. Cependant, le roi Georges IV lui bloque à nouveau la route. 
Divisant ses forces en deux et grâce à d'habiles manœuvres tactiques, Subötaï parvient à attaquer l'imposante force ennemie par deux flancs et la tailler en pièce. L'armée géorgienne, qu'on disait être la meilleure de tout le monde chrétien, cesse pour ainsi dire d'exister. En deux batailles, 100 000 hommes sont morts aux mains des 30 000 Mongols. Sans armée, la Géorgie sera ravagée par les bandits et brigands pendant de nombreuses années.

#### Le piège du Caucase
Ayant besoin de provisions pour passer le Caucase en hiver, Subötaï entame le siège de la forteresse de Derbent, là où le Chah du Chirvan s'est réfugié. Après négociation, les Mongols lèvent le siège en échange de vivres et de guides pour les aider à traverser les montagnes. 
Cependant, le Chah a donné pour instruction aux guides de faire passer les Mongols par le plus tortueux et difficile passage, tout en envoyant en même temps des messages par le plus rapide chemin pour avertir les populations des steppes de l'arrivée imminente de la menace mongole.
Le plan du Chah du Chirvan a bien failli fonctionner. Épuisés, leurs effectifs réduits en raison des nombreux décès survenus pendant la traversée du col de Bab Al-Abwab, Subötaï et ses troupes font immédiatement face à une coalition mieux équipée et habituée à se battre en montagne : des Lezghiens, des Tcherkesses, des Bulgares, des Khazars, et des Alains, sous la direction de Köten, Khan des Coumans. 
Totalement surpris, Subötaï tente d'abord une attaque frontale avant de se replier dans les collines, au pied de la montagne, en position défensive. Les coalisés refusent d'avancer et d'être à la merci des archers mongols. Ils préfèrent camper en attendant une nouvelle attaque ou l’abandon et le départ des troupes mongoles vers l'autre côté du Caucase, d'où ils étaient venus. 
Pris au piège, Subötaï utilise la voie de la diplomatie. De nuit, il envoie des émissaires chargés de trésors et de chevaux au campement des Coumans. Jouant de la solidarité des peuples de la steppe, les Mongols réussissent à les convaincre de quitter leurs alliés en leur promettant une alliance future et des trésors encore plus importants. Faisant maintenant face à un ennemi nettement moins puissant, Subötaï passe à l'attaque, extermine la coalition et enrôle de force les survivants. Il lance ensuite ses troupes à la poursuite des Coumans, les extermine, et reprend possession du trésor et de ses nombreux chevaux  .

#### Entente avec Venise
Alors que Subötaï pourchasse les Coumans et détruit les villes et villages du pourtour de la mer d'Azov ayant facilité leur fuite, il rencontre des marchands vénitiens. C'est la première fois que les Mongols entrent en contact avec des Européens de l'ouest. Les deux clans en viendront à une entente qui leur sera mutuellement profitable. 
Les marchands vénitiens rapporteront aux Mongols toute activité militaire ou économique des pays qu'ils visiteront; ils seront les yeux et les oreilles des Mongols partout où ils iront, ce qui sera d'une valeur inestimable lors de l'invasion ultérieure de l'Europe. De plus, ils propageront toute propagande mongole qui leur sera demandée. En contrepartie, les Mongols détruiront tout comptoir commercial n'appartenant pas à Venise, leur donnant, de fait, un monopole sur la région. Démontrant rapidement sa sincérité face aux Vénitiens, Subötaï traverse le Détroit de Kertch gelé et met à feu et à sang le comptoir génois de Soldaïa. Les survivants en fuite fourniront à l'Europe les premiers rapports concernant les Mongols. 

#### La bataille de la Kalka
Fuyant l'avancée mongole, Kotian, khan des Coumans, cherche refuge et assistance dans les principautés russes. Pendant un an, il tente sans succès de convaincre les princes russes d'agir de manière concertée contre la menace mongole. Ce n'est que lorsque Subötaï s'approche du fleuve Dniestr que Kotian commence à recevoir une oreille attentive. Ses arguments sont surtout bien reçus par Mstislav Mstislavich, prince de Galicie, auquel Kotian avait auparavant donné en mariage une de ses filles. Mstislav Mstislavich et son beau-fils, Daniel de Galicie, seront les premiers à mobiliser leurs troupes. Une fois coalisés, ce sont 80 000 hommes qui se dirigeront vers Subötaï.
Tentant d'abord la diplomatie, Subötaï soutient que les Mongols sont en route vers l'est, de retour vers la Mongolie. Cependant, l'ambassadeur est tué par le prince de Kiev. Insulte suprême pour les Mongols, l'exécution d'un ambassadeur est presque toujours suivie d'une déclaration de guerre, et ce sera le cas ici. 
Dans une fausse retraite de neuf jours menant à la bataille de la Kalka, Subötaï prouvera une fois de plus son génie militaire. Laissant derrière lui une arrière-garde de 1 000 hommes, il commence la fuite vers l'est. Massacrant ce contingent et maintenant en confiance, les princes russes se lancent à la poursuite. Cependant, il n'y a aucune coordination et chacun dirige ses troupes comme bon lui semble. Les différents princes veulent être les premiers à exterminer les Mongols et en recevoir les honneurs. Au fil des jours, ils se distancient les uns des autres. Finalement le 31 mai 1223, au bout de 9 jours, Subötaï peut affronter individuellement chaque prince russe. À la fin de la journée, les 18 000 Mongols et leurs 5 000 alliés auront tué 40 000 Russes, dont 6 princes et 70 nobles. Au cours de la poursuite ultérieure qui se prolongera sur près de 250 kilomètres, 10 000 autres tomberont au combat.

#### L'invasion du Khanat bulgare de la Volga
Peu après la bataille de la Kalka, alors que Subötaï et Djebé ravagent les campagnes russes, un messager arrive, portant un ordre de Gengis Khan. Les deux noyans doivent retrouver l’armée commandée par Djötchi et attaquer le Khanat bulgare de la Volga. Les détails de ces deux engagements sont cependant très peu connus. Les sources primaires sont très clairsemées lorsqu'il est question de cet événement et les historiens modernes en tirent des conclusions très différentes. Les Mongols auraient d'abord subi un revers important à la suite d'une embuscade bien préparée par les Bulgares réussissant à les entourer après leur passage de la rivière Volga. Il est possible que Subötaï ait ensuite emporté une victoire lors d’une bataille ultérieure, car certains historiens, dont Richard A. Gabriel dans Genghis Khan's greatest general : Subotai the valiant, affirment que les Bulgares ont payé tribut, mais que les Mongols n'ont pas occupé les lieux. Subötaï et Djebé quittent pour rejoindre Gengis Khan sur les rives du Syr-Daria, mais en chemin Djebé succombe à une maladie. 

#### Bilan
En presque trois ans, Subötaï a parcouru près de 9 000 kilomètres, gagné une douzaine de batailles face à des adversaires plus nombreux et, surtout, a pu glaner une grande quantité d'informations sur la région. Le réseau d'espions qu'il a mis en place sera aussi d'une importance vitale lors de l'invasion de l'Europe en 1236, qui sera planifiée par Subötaï. Son succès est la conséquence directe de ce premier raid de reconnaissance.

## Fin de vie et héritage historique
Il avait probablement 68 ans à la fin de la campagne européenne. Le moine franciscain Jean de Plan Carpin visite la cour mongole en 1247 et rapporte que Subötaï est bien vivant. Il a quelques 70 ans. Il note qu'il est toujours un guerrier respecté et admiré. Il est un soldat sans faille, dit-il.
Il semble blasé des jeux de coulisse politique de Batu et Güyük, suivant la mort d'Ögedeï. Il se serait retiré près du Danube. Il est possible que ce soit pour être proche de son fils Uriyangkhadai qui possédait un apanage dans ces environs. Selon un chroniqueur musulman, il se retire après avoir conquis 32 nations et gagné 65 batailles.
Respecté même chez ses ennemis, l'empire de Chine lui donnera le titre posthume de Roi d’Hunan, province qu'il a conquise lors la guerre contre les Jins.

## Dans la culture
- Le personnage historique de Subötai a très certainement inspiré celui de Subotai, du film Conan le Barbare, réalisé par John Milius et sorti en 1982 ;
- Le personnage de Subötaï est central dans l'un des scénarios de la campagne de Genghis Khan dans le jeu Age of Empires 2 ainsi que dans Age of Empires IV.
- Le personnage historique de Subötai a probablement inspiré le boss « Subetai le rapide » dans le raid « les caveaux des mogu’shan » de World of Warcraft : Mist of Pandaria.